# Touched
Touched è il primo album in studio del gruppo musicale canadese Nadja, pubblicato nel 2002.

## Tracce
1. Mutagen – 12:00
2. Stays Demons – 10:22
3. Incubation/Metamorphosis – 12:12
4. Flowers of Flesh – 9:05

## Formazione

### Gruppo
- Aidan Baker – voce, basso, chitarra, violino